# Alfândega da Fé
Alfândega da Fé est une municipalité (en portugais : concelho ou município) du Portugal, située dans le district de Bragance et la région Nord.

## Géographie
Alfândega da Fé est limitrophe :
- au nord, de Macedo de Cavaleiros,
- à l'est, de Mogadouro,
- au sud, de Torre de Moncorvo,
- à l'ouest, de Vila Flor.

## Démographie
| 1801  | 1849  | 1900  | 1930  | 1960  | 1981  | 1991  | 2001  | 2004  |
| ----- | ----- | ----- | ----- | ----- | ----- | ----- | ----- | ----- |
| 4 737 | 5 763 | 9 069 | 8 789 | 9 672 | 7 925 | 6 734 | 5 963 | 5 688 |

| 2011  | - | - | - | - | - | - | - | - |
| ----- | - | - | - | - | - | - | - | - |
| 5 104 | - | - | - | - | - | - | - | - |

## Subdivisions
La municipalité d'Alfândega da Fé groupe 22 paroisses (freguesia, en portugais) :
- Agrobom
- Alfândega da Fé
- Cerejais
- Eucísia
- Ferradosa
- Gebelim
- Gouveia
- Parada
- Picoes
- Pombal
- Parada
- Saldonha
- Sambade
- Sendim da Ribeira
- Sendim da Serra
- Soeima
- Vale Pereiro
- Vales
- Valverde
- Vilar Chão
- Vilarelhos
- Vilares de Vilariça